# Мацишин Марія Володимирівна
Марі́я Володи́мирівна Маци́шин (псевдо «Оксана», 10 лютого 1930, м. Самбір тепер Львівська область — 1 липня 1951, Рожнятівський район, Івано-Франківська область) — українська підпільниця, учасниця визвольних змагань (ОУН, УПА), лицарка Срібного Хреста Заслуги.

## Життєпис
Народилася 10 лютого 1930 року в місті Самбір. Батько, Мацишин Володимир, був м'ясарем. Мати — Мацишин Людвіга — рано загинула від нещасного випадку (вбило електричним струмом). Марія була старшою з п'яти дітей, виростала з Богданом, Надією, Михайлом та Романом.
Літом 1944 року батько емігрував до Польщі. Діти залишилися у Самборі на вихованні у дідуся та бабусі.
Протягом 1944—1946 років навчалася у 8-9 класах. Одночасно належала до підпільної ланки розвідниць (мережа СБ ОУН). У січні–лютому 1946-го під час «Великої блокади» та підготовки до радянських виборів часто наліплювала в Новому Самборі противиборчі листівки й плакати. Одного вечора при тій діяльності її затримав енкавеесник. Марія врятувалася від арешту тим, що хутко заліпила міліціянту клеєм лице; тоді була змушена перейти в підпілля.
Усю її родину комуністи в жовтні 1947 року вивезли у Сибір (тільки через роки вони змогли повернутися на українські землі, а родину у 90-х роках було реабілітовано).
Протягом 1946—1948 років Марія Мацишин, вживаючи псевдо «Оксана», працювала машиністкою в районному осередку СБ (керував Іван Хома-«Богдан»). В тому часі брала участь у кількох атентатах на офіцерів радянських каральних органів і членів комуністичного керівництва району.
Імовірно, літом 1948 року Мацишин перевели на роботу машиністки в технічній ланці окружного осередку пропаганди Дрогобиччини (керував «Владан»). Літом 1950 року «Владан» переходить на Калущину — перебирати функцію окружного провідника ОУН, бере Мацишин із собою як друкарку.
Загинула за невідомих обставин 1 липня 1951 року у Перегінських лісах.

## Нагороди
Жовтнем 1951-го УГВР посмертно відзначила Марію Мацишин орденом «Срібний Хрест Заслуги УПА» — «за особливо активну діяльність у збройному підпіллі ОУН».